# Акведук Гадари
32°40′51″ пн. ш. 35°52′09″ сх. д. / 32.68075° пн. ш. 35.86911111° сх. д.
Гадарський акведук (араб. قناة جادارا), також Канатір Фіраун або Канат Фіраун (досл. водоток фараона) — давньоримський акведук II століття на території сучасних Йорданії та Сирії. Був споруджений задля постачання води до міст Декаполіса: Адрахи (сучасна Дераа), Абіли та Гадари (сучасний Умм-Кайс). Має найдовший тунель серед усіх відомих античних акведуків.

## Опис
Одна з ділянок акведука довжиною понад 106 км побудована за системою кяризу: майже всі її стволи з нахилом у 45-60 градусів мали сходи до справжнього водного каналу всередині гори. Лінія акведука йшла крутими схилами, збираючи воду з джерел навколишньої місцевості.
Акведук починається з римськоі греблі в Ель-Діллі, приблизно за 7 км на північ від міста Еш-Шейх-Маскін, провінція Дараа, Сирія. Звідти ця частина акведука перетинає кілька ваді завдяки мостам від п’яти до десяти метрів заввишки. За останні кілька десятиліть більше трьох кілометрів з цих споруд були демонтовані на рівнинах поруч із сирійсько-йорданським кордоном. 
На схід від Адрахи також стояв 35-метровий міст. Сьогодні його залишки можна побачити на місці нової греблі Аль-Саад, розташованої в східних передмістях Дераа. Після з’єднання з бічним каналом від озера Музайриб починається підземна частина акведука.
Біля Гадари було виявлено три різні водні системи: перша та друга були споруджені за технологією кяризу, а третя — як канал уздовж вулиці. Вважається, що кожна з трьох систем використовувалась в різний період.

## Підземне місто
Німецькими дослідниками Ветцштейном у 1860 році та Г. Шумахером у 1896 році було описано існування цілого підземного міста. Воно начебто лежало під античним містом Адраха та відносилося до старовинного акведука. Втім, жодного доказу його існування на сьогодні не зберіглося.